# ريوجيرو يويدا
ريوجيرو يويدا (باليابانية: 植田 龍仁朗) (29 يناير 1988 في كادوما في اليابان – )؛ هو لاعب كرة قدم ياباني سابق كان يلعب كمدافع.

## وصلات خارجية
- ريوجيرو يويدا على موقع رابطة كرة القدم اليابانية للمحترفين (اليابانية)
- ريوجيرو يويدا على موقع قاعدة بيانات كرة القدم.إي يو (الإنجليزية)
- ريوجيرو يويدا على موقع Soccerway.com (الإنجليزية)
- ريوجيرو يويدا على موقع عالم كرة القدم.نت (الإنجليزية)
- ريوجيرو يويدا على موقع كووورة